# 本·西格蒙德
本·西格蒙德（英語：Ben Sigmund；1981年2月3日—）是一位新西蘭足球運動員，在場上的位置是中後衛，他現在效力於澳超球隊惠靈頓鳳凰。他也曾代表新西蘭U17國家隊和U20國家隊參加賽事，現在也是新西蘭國家足球隊的成員。

## 外部連結
- Wellington Phoenix profile
- NZF – All White profile
- Ben Sigmund – FIFA國際賽競賽紀錄 (存檔)
- Confederation Cup profile （页面存档备份，存于）